# ゾフィー・ツー・ゾルムス＝ラウバッハ
ゾフィー・ツー・ゾルムス＝ラウバッハ（Sophie zu Solms-Laubach, 1594年5月15日 - 1651年5月16日）は、ドイツのブランデンブルク＝アンスバッハ辺境伯ヨアヒム・エルンストの妻。長姉のアグネスはヘッセン＝カッセル方伯モーリッツの妻、すぐ上の姉のジビュレ（1590年 - 1659年）はアンハルト＝プレッツカウ侯アウグストの妻である。
ゾルムス＝ラウバッハ伯ヨハン・ゲオルク（1547年 - 1600年）とその妻のマルガレーテ・フォン・シェーンブルク＝グラウハウ（1554年 - 1606年）の末娘（第16子、八女）として生まれた。1612年10月14日にアンスバッハにおいて、ヨアヒム・エルンストと結婚した。1625年に夫が死ぬと、当時9歳だった長男フリードリヒの摂政としてアンスバッハ侯領を統治した。1634年に摂政を一旦退くが、直後にフリードリヒがネルトリンゲンの戦いで戦死したため、後を継いだ14歳の三男アルブレヒトの摂政となり、1639年まで務めた。なお、摂政統治に際しては次兄のゾルムス＝レーデルハイム伯フリードリヒを相談役とした。

## 子女
夫との間に4男1女の5人の子女をもうけた。
- ゾフィー（1614年 - 1646年） - 1641年、ブランデンブルク＝バイロイト辺境伯世子エルトマン・アウグストと結婚
- フリードリヒ（1616年 - 1634年） - ブランデンブルク＝アンスバッハ辺境伯
- アルブレヒト（1617年）
- アルブレヒト（1620年 - 1667年） - ブランデンブルク＝アンスバッハ辺境伯
- クリスティアン（1623年 - 1633年）